# Държавно устройство на Словакия
Словакия е парламентарна република.

## Изпълнителна власт
Изпълнителната власт се упражнява от правителството, начело с министър-председателя.

### Президент
Президентът е държавен глава.

## Законодателна власт
Словакия има еднокамарен парламент със 150-места. Депутатите се избират за 4 години на основата на пропорционално представителство. Законодателната власт е поверена на парламента. В някои случаи законодателната инициатива може да се упражнява и от правителството или пряко от гражданите.

## Съдебна власт
Съдебната власт е независима от изпълнителната и законодателната власт.